# موزه ملی باواریا
موزه ملی باواریا (به آلمانی: Bayerisches Nationalmuseum) یکی از مهم‌ترین موزه‌ها در عرصه هنرهای تزئینی در اروپا و بزرگترین موزه هنری در آلمان در شهر مونیخ است. مجموعه جمع‌آوری شده در این موزه از ابتدا به دو گروه هنر تاریخی و محلی تقسیم شده است.

## تاریخچه
موزه توسط ماکسیمیلیان دوم (بایرن) در سال ۱۸۵۵ بنا شد که شامل مجموعه‌ای بزرگ از آثار اروپایی از اواخر دوران باستان تا اوایل قرن ۲۰ میلادی می‌باشد. این ساختمان در سبک تاریخی توسط گابریل فون سیدل بین سال‌های ۱۸۹۴ تا ۱۹۰۰ ساخته شده که یکی از اصلی‌ترین و قابل توجه‌ترین ساختمان موزه از آن زمان است. این خانه جایگزین یک ساختمان قدیمی شد که در خانه‌های امروز موزه پنج قاره قرار دارد. در سال ۱۹۰۵ تا ۱۹۰۶ موزه از شمال به چند اتاق و یک کارگاه گسترش یافت. ژرمن بستلمیر در سال ۱۹۳۷ میلادی بخش دیگری در گوشه جنوب شرقی به ساختمان اضافه کرد.

ساختمان اصلی موزه در سه طبقه اتاق نمایشگاهی در مجموع حدود ۱۳۰۰۰ متر مربع است. هسته اصلی مجموعه شامل هنر خاندان ویتلسباخ می گردد. به این ترتیب موزه ملی اهمیتی بسیار فراتر از منطقه محلی از لحاظ تنوع و وسعت است با این حال، با توجه به آثار اضافه شده‌ی جدید باعث ایجاد انگیزه به دوره‌های بعدی شده است. تا به امروز موجودیت این بنا به طور مداوم نه تنها از طریق جمع آوری، بلکه با کمک های مالی و ارث قابل توجهی که داشته به روز گشته است. پشتیبان اصلی موزه ملی، باشگاه دوستداران موزه ملی باواریا است که در سال ۱۹۶۰ راه اندازی شد. موزه ملی دارای چندین موزه در سراسر بایرن است.

## نگارخانه

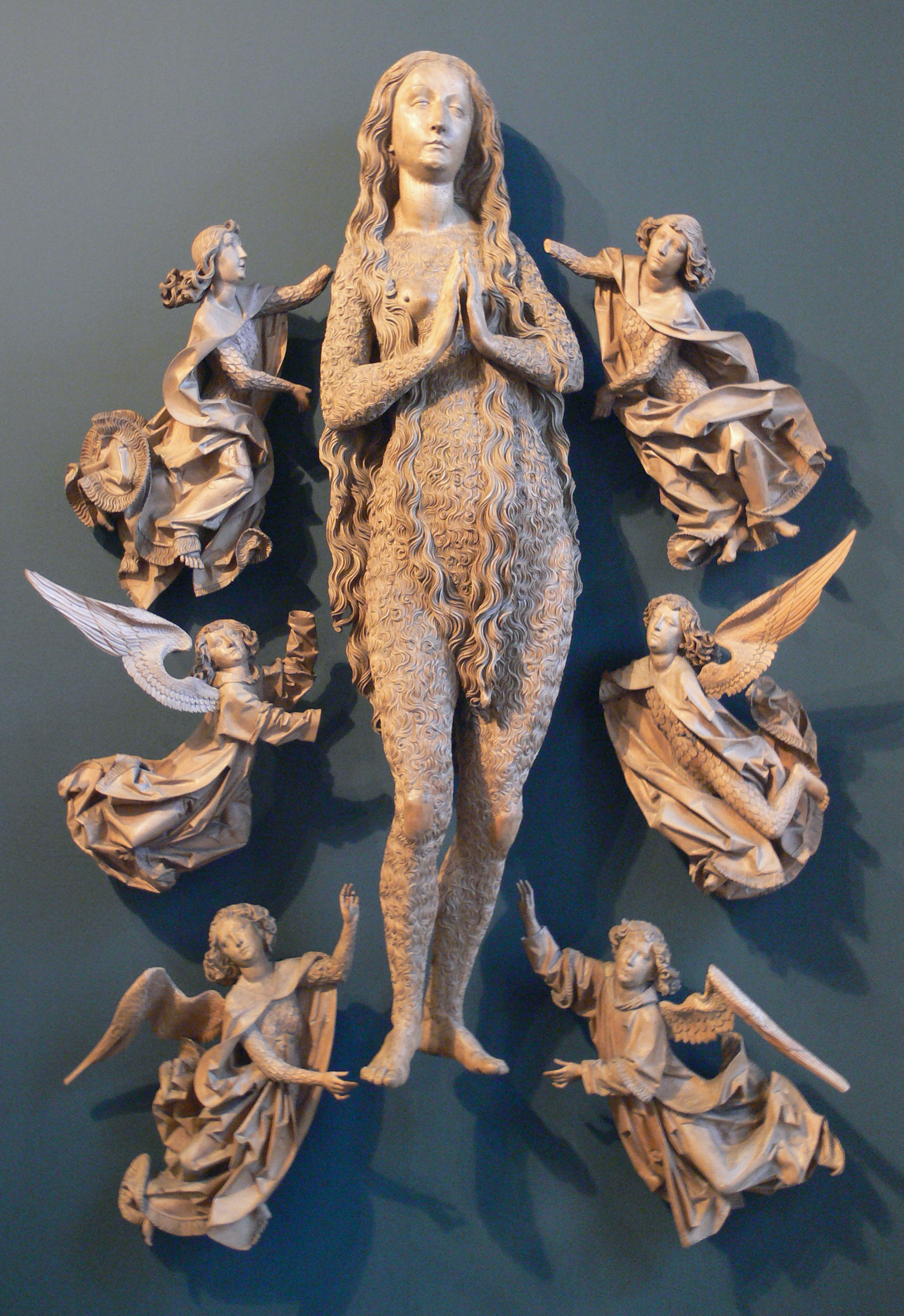
مریم مجدلیه
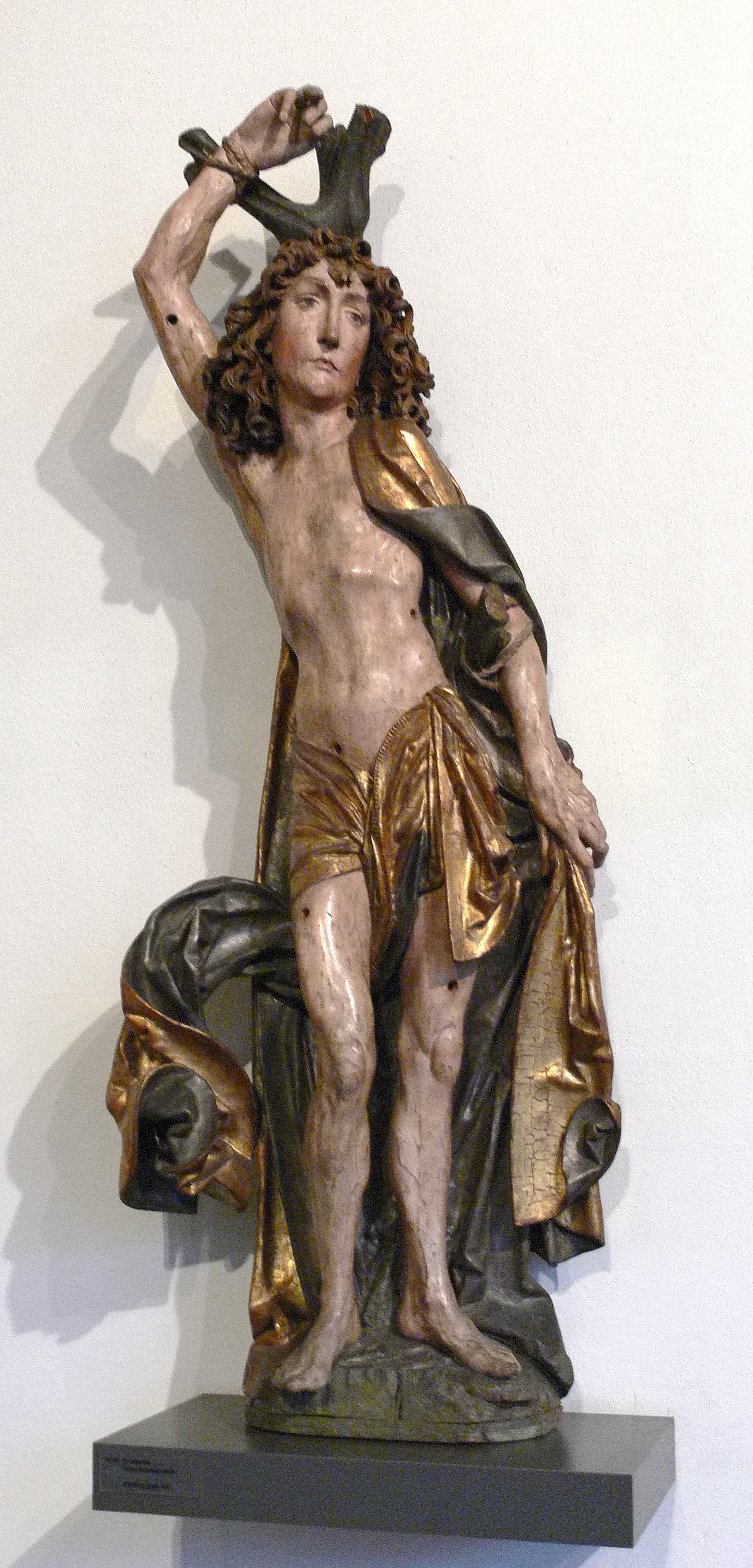
ساینت سباستین
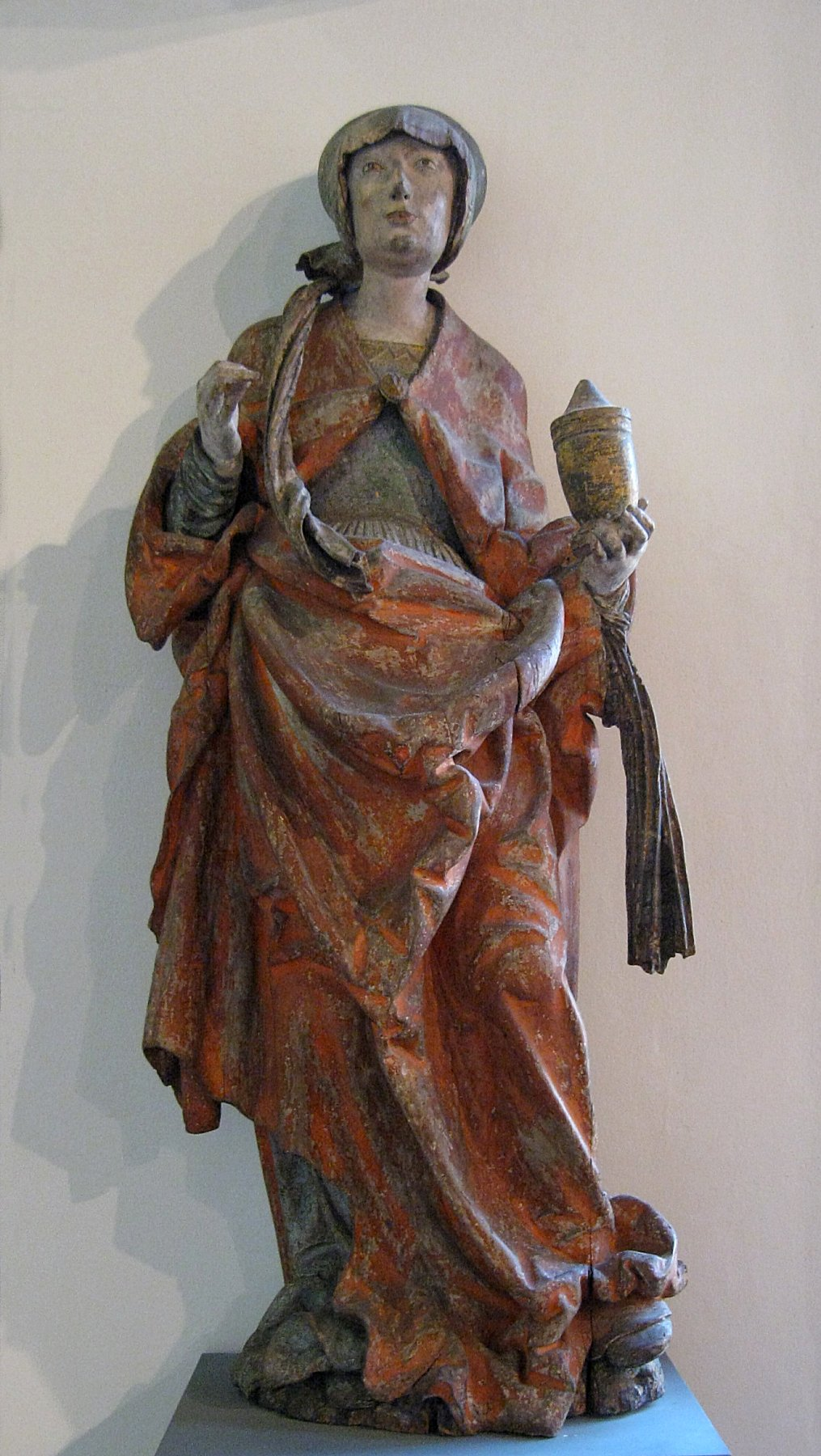
سنت ماگدالنا
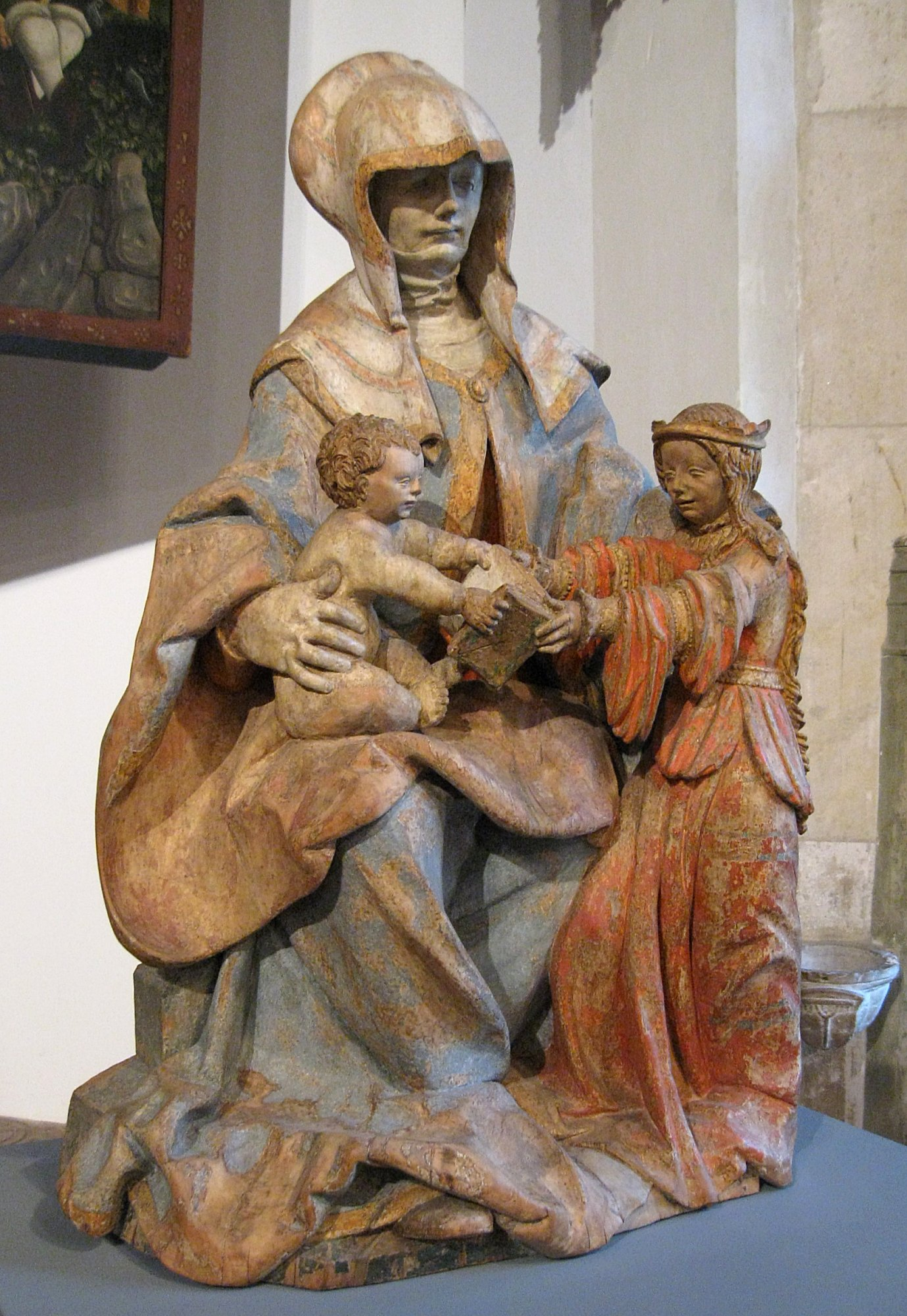
حنا (مادر مریم)
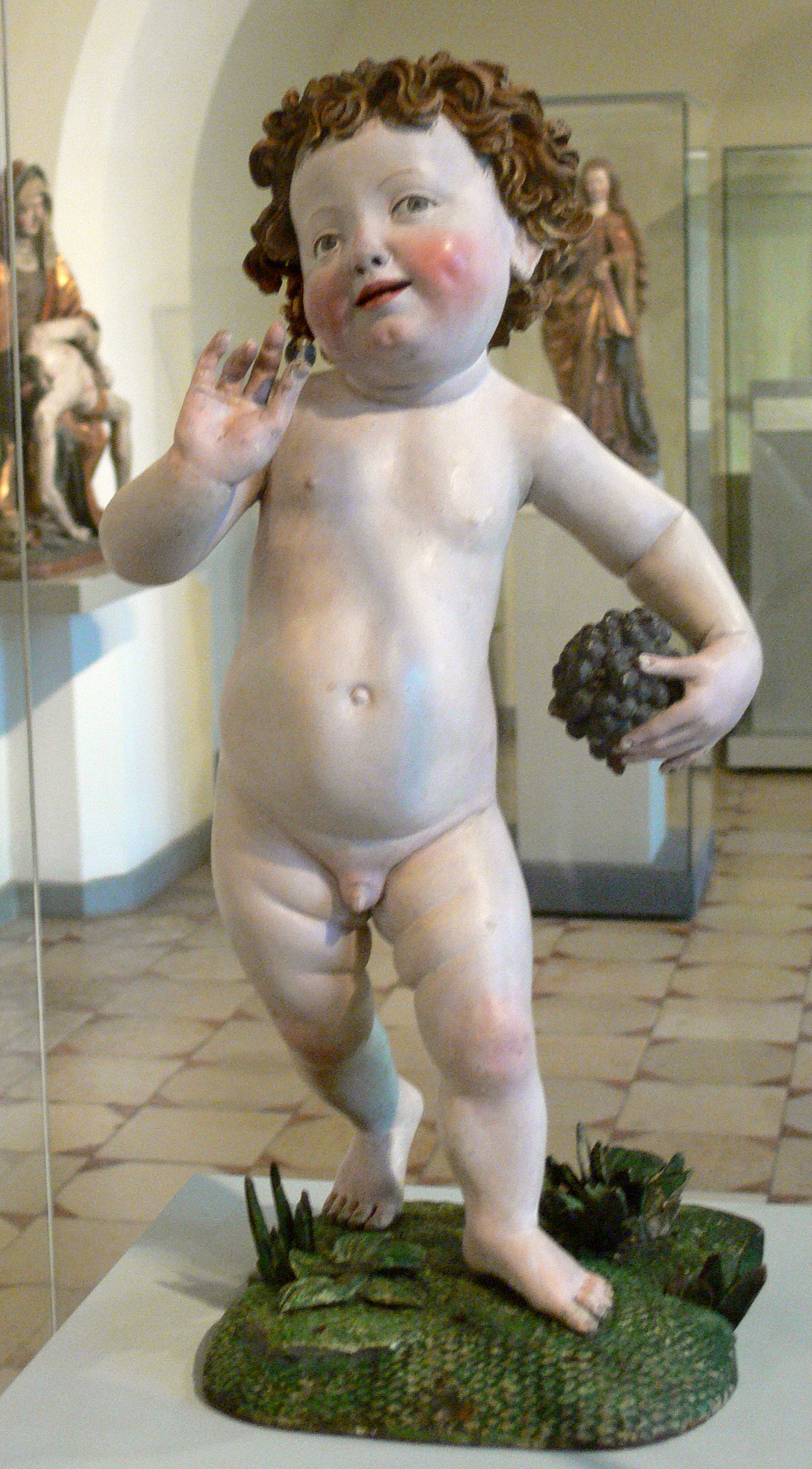
عیسی با انگور
جودیت با سر هولوفرن
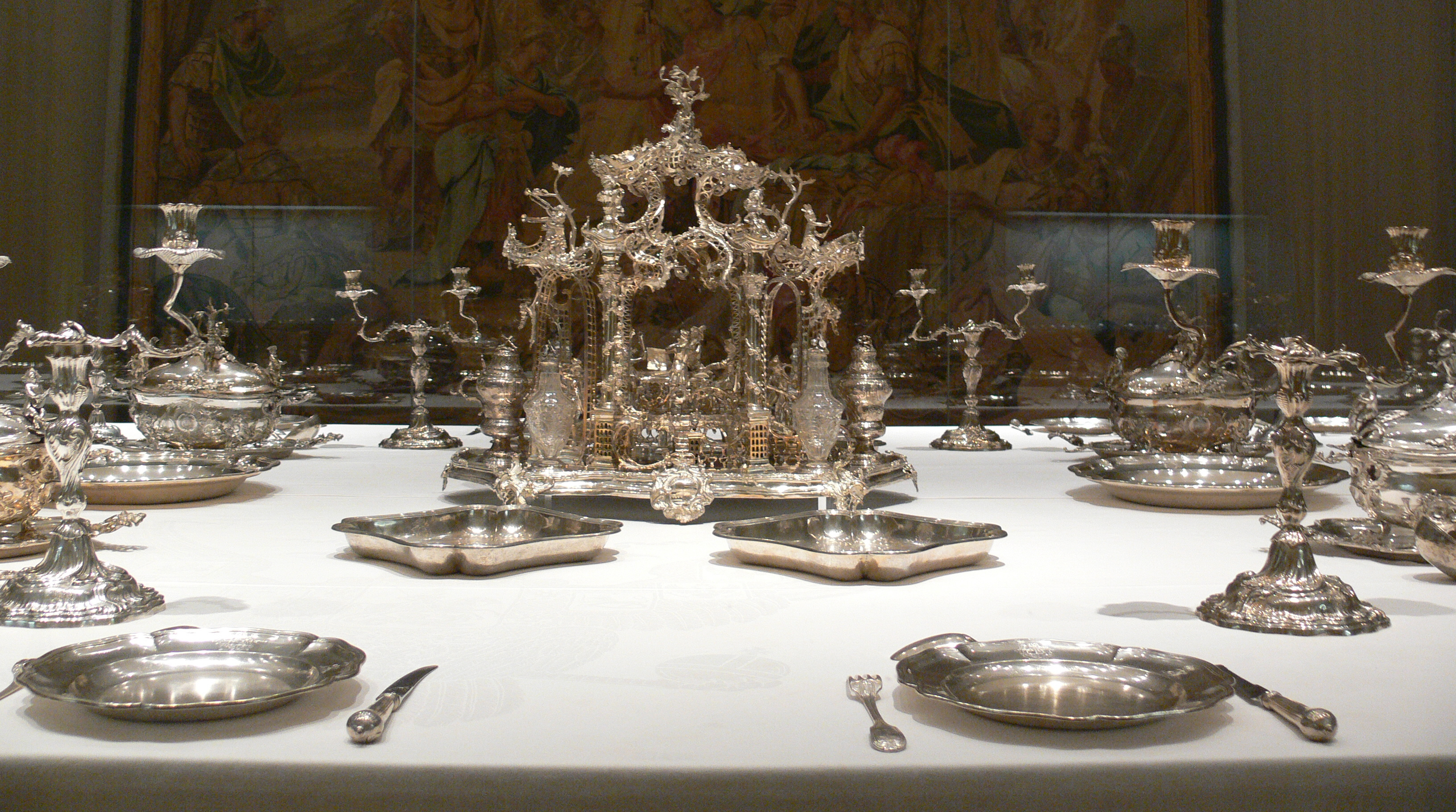
سرویس غذاخوری نقره‌ای شاهزاده-اسقف هیلدسهایم از آوگسبورگ